# Jeroen Heubach
Jeroen Heubach (ur. 24 września 1974 w Enschede) – holenderski piłkarz występujący na pozycji obrońcy.

## Kariera
Heubach jako junior grał w klubie SV Vosta oraz FC Twente. Do pierwszej drużyny Twente został przesunięty w sezonie 1994/1995. Zadebiutował tam 11 grudnia 1994 w wygranym przez jego zespół 3-0 pojedynku z MVV Maastricht, rozegranym w ramach rozgrywek Eredivisie. W Twente pełnił rolę rezerwowego i w debiutanckim sezonie w lidze wystąpił trzy razy. W ciągu kolejnych dwóch sezonów, które spędził na Arke Stadion, nadal nie miał miejsca w składzie, a w ekstraklasie rozegrał czternaście spotkań.
W 1997 roku został wypożyczony do beniaminka ekstraklasy - MVV Maastricht. Pierwszy występ zanotował tam 21 sierpnia 1997 w ligowym spotkaniu z Feyenoordem, przegranym przez MVV 0-3. Szybko przebił się tam do pierwszej jedenastki i był podstawowym zawodnikiem składu ekipy ze stadionu De Geusselt. Na koniec pierwszego sezonu, Heubach zajął piętnaste miejsce w lidze. 11 grudnia 1998 strzelił pierwszego gola w ligowej karierze. Było to w zremisowanym 3-3 meczu z Fortuną Sittard. Na zakończenie sezonu 1998/1999 uplasował się z MVV na czternastym miejscu w Eredivisie. W sumie rozegrał tam 56 spotkań i zdobył jedną bramkę.
Latem 1999 roku powrócił do Twente. W 2001 roku, po pokonaniu w finale w rzutach karnych 4-3 PSV Eindhoven, sięgnął z Twente po Puchar Holandii. Dzięki temu w sezonie 2001/2002 piłkarze z Enschede grali w rozgrywkach Pucharu UEFA. Zakończyli go jednak na drugiej rundzie, po porażce w dwumeczu z Grasshopper Club. W sezonie 2006/2007 zajął z klubem piąte miejsce w lidze i awansował z nim do Pucharu UEFA. Twente zakończyło go na pierwszej rundzie, po porażce w dwumeczu z Getafe CF. W tym samym sezonie Heubach uplasował się z Twente na czwartej pozycji w Eredivisie i ponownie wywalczył z nim awans do Pucharu UEFA, w którym Twente dotarło do 1/16 finału, ale uległo tam po rzutach karnych Olympique Marsylia. W sezonie 2008/2009 Heubach wywalczył z klubem wicemistrzostwo Holandii.